# Várfi Sándor
Várfi Sándor névvariáns: Várfy Sándor (1970. július 28. –) magyar színész, humorista.

## Életpályája
1992-ben végzett Gór Nagy Mária színitanodájában. 1993-tól az Arizona Színháznál volt szerződésben. 1995-től a székesfehérvári Vörösmarty Színház tagja volt. 2000-től szabadúszó művészként több színházban is szerepelt. Humoristaként is fellép.

## Színházi szerepeiből
- William Shakespeare: III. Richárd... Clarence gyilkosa 1.
- William Shakespeare: A makrancos hölgy... Grumio, Petruchio szolgája
- William Shakespeare: Ahogy tetszik... Jaques
- William Shakespeare: Szentivánéji álom... Francis Flute
- Niccolò Machiavelli: Clízia, szépleány... Cleandro, Nicomaco fia
- Girolamo Bargagli: A zarándoknő... Carletto, Lucrecio szolgája
- Pierre-Augustin Caron de Beaumarchais: Figaro házassága... Basilio
- Carlo Goldoni: Napfürdő... A gróf, szerelmes Mirandolinába
- E. T. A. Hoffmann – Szurdi Miklós – Szomor György – Valla Attila: Diótörő és egérkirály... Koronarágó egér
- Nyikolaj Vasziljevics Gogol: A revizor... Pjotr Ivanovics Bobcsinszkij, helyi földbirtokos
- Ivan Szergejevics Turgenyev: Egy hónap falun... Schaaf, házitanító
- Georges Feydeau: Bolha a fülbe... Victor Emanuel, Poche
- Bertolt Brecht: Koldusopera... Jakab
- Jean-Paul Sartre: Piszkos kezek... Ivan
- Thornton Wilder: A mi kis városunk... George Gibbs
- Gabriel García Márquez: Száz év magány... Artemio Cruz
- Dario Fo: Dög bújjék...! (A csöcsös ördög)... Barlocco
- Leonard Bernstein: A csodák városa... Fletcher; Rexford; Rendőr
- Pierre Barillet – Jean-Pierre Grédy: A kaktusz virága... Julien, fogorvos
- Galt MacDermot – James Rado – Gerome Ragni: Hair... Steve
- Jim Jacobs – Warren Casey: Grease... Sonny
- Andrew Lloyd Webber – Tim Rice: Jézus Krisztus Szupersztár... Heródes
- Brandon Thomas: Charley nénje... Charley Wykham
- Leonyid Zorin: Varsói melódiák... Viktor
- Boris Vian: Mindenkit megnyúzunk... Ötödik német; Francia főhadnagy
- Lionel Bart: Oliver!... Dörzsölt
- April De Angelis: Garrick, a színész - avagy ízlés dolga... Boswell
- Scott McPherson: Marvin szobája... Dr. Wally
- Móra Ferenc: A kincskereső kisködmön... Tanító
- Szép Ernő: Vőlegény... Pimpi, karmester
- Heltai Jenő: A néma levente... Beppo, Agárdi Péter csatlósa; Tiribi, a király udvari bolondja
- Hubay Miklós: Tüzet viszek... Miklós
- Tamási Áron: Énekes madár... Kömény Móka
- Frenkó Zsolt: Egy szoknya egy nadrág... Sóvári Péter, színész
- Oravec János: Edda musical – A kör... Frédi
- Pintér Tibor – Mészáros László: Dózsa György, a nép fia... Lőrinc barát
- Zágon István – Nóti Károly: Hyppolit, a lakáj... Schneider Mátyás, Makáts Csaba
- Vadnay László – Békeffi István: Tisztelt ház... Bakonyi
- Huszka Jenő: Bob herceg... Pickwick, korcsmáros
- Jacobi Viktor: Leányvásár... Gróf Rottenberg
- Kálmán Imre: Cirkuszhercegnő... Főpincér
- Ábrahám Pál: Bál a Savoyban... Pomerol, főpincér
- Ábrahám Pál: Viktória... Temetkezési vállalkozó
- Dés László – Geszti Péter – Békés Pál: A dzsungel könyve... Csil
- Romhányi József: Hamupipőke... Pitvarmester, főbajkeverő
- Florian Zeller: Házassági leckék középhaladóknak – Az igazság... Paul
- Márkus Alfréd – Nóti Károly – Nádasi László – Nemlaha György: Maga lesz a férjem... Szilveszter

## Filmek, tv
- Mennyi? 30! önálló kabaré
- Szomszédok (sorozat)

– 94. rész; 95. rész (1990)
– 97. rész (1991)
– 133. rész (1992)
– 153. rész (1993)
– 177. rész (1994)
- A három testőr Afrikában (1996)
- Família Kft. (sorozat)

– A szentpénz című rész (1991)
– Szilencium című rész (1991)
– Pekingi kacsa című rész (1992)
– Tékitízi című rész (1993)
– Tibeti szilvásgombóc című rész (1993)
– A szemek nem hazudnak című rész (1996)
– Boldizsár, a jó öreg Boldizsár 1. rész (1997)
– Boldizsár, a jó öreg Boldizsár 2. rész (1997)
– Nagypapa eljegyzése című rész (1997)
– Fessünk, fessünk valamit című rész (1997)
– Mindennek lelke van című rész (1997)
– Ábrándok napja című rész (1997)
– Ágyő, cinkelt lapok című rész (1997)
- TV a város szélén (sorozat)

– Mi testnek a tenyér című rész (1998)
– Puszit a papának! című rész (1998)
– Fizetésnap című rész (1998)
– Für Egon című rész (1998)
– Iván, a rettentő című rész (1998)
– Lucien, a lázadó című rész (1998)
– Adás indul! című rész (1998)
– Bízzátok Emilre! című rész (1998)
– Toppantó című rész (1998)
- Kisváros (sorozat)

– Nyakék című rész (1995)
– Átverés című rész (1996)
– Gázkitörés című rész (2000)
- Zsaruvér és Csigavér II.: Több tonna kámfor (2002)
- Zsaruvér és Csigavér III.: A szerencse fia (2008)
- Jóban Rosszban sorozat (2016)